# FSC スター
FSC スター（略称:Star、ポーランド語: Fabryka Samochodów Ciężarowych „Star”、スター トラック工場）は、ポーランドの貨物自動車メーカー。社名である「スター」は設立の地、シフィェンティクシシュ県のスタラホビッツェ（Star achowice）に由来する。1948年に国有企業として設立され、2009年に解散。1999年末にドイツの大手自動車メーカーMANが筆頭株主になったことで最終的に合併され、MAN Busとなりスターブランドは消滅した。

## 歴史

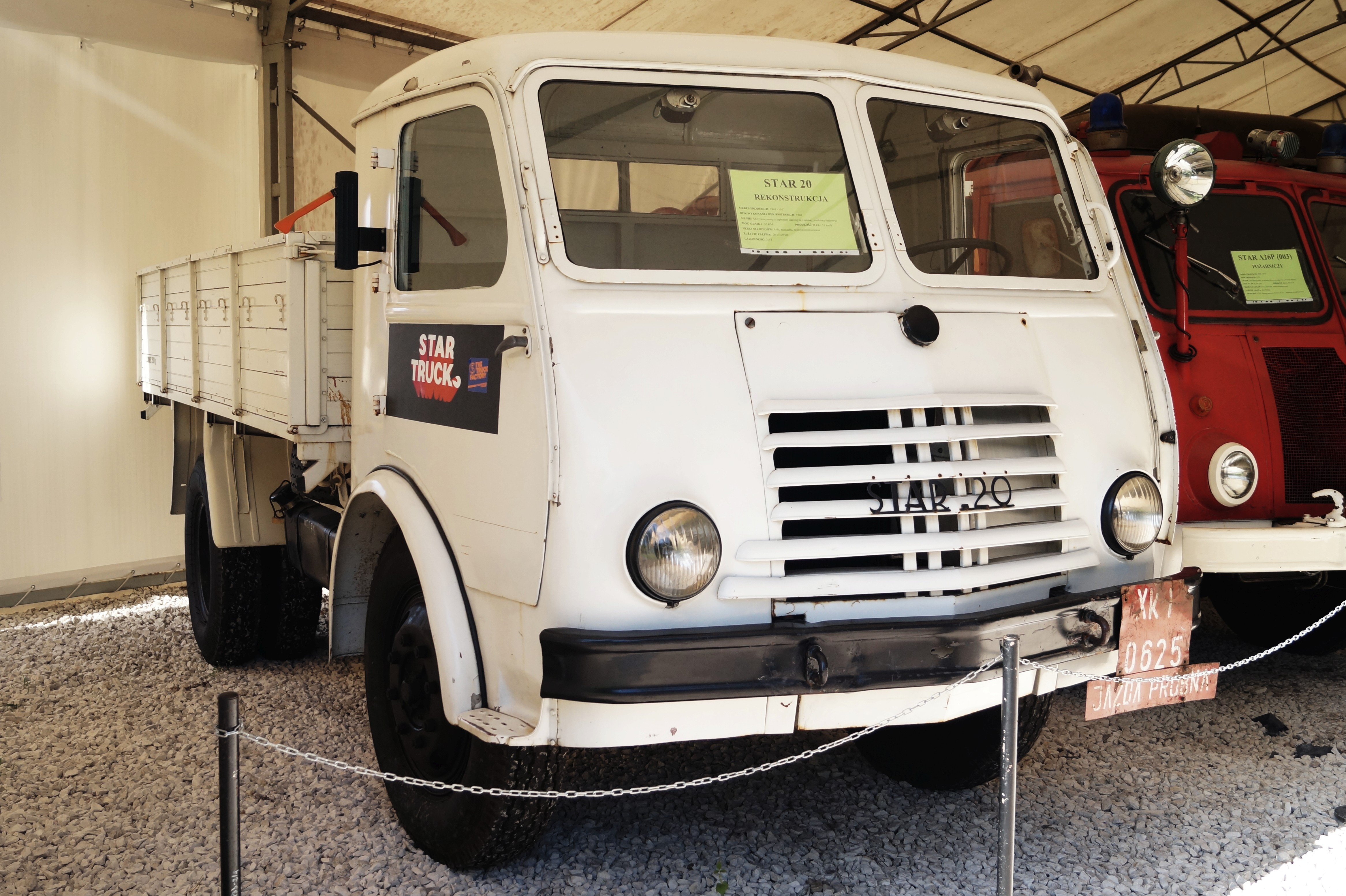
スター20

1920年、スタラホビッツェで創業した鋳鉄工場であるラウ・イ・レヴェンシュタイン（Rau i Loewenstein）を基礎とし、フェリックス・ジェルジンスキーの名前を冠した国営トラック工場（Fabryka Samochodów Ciężarowych）として1948年に設立された。同年スターブランドとして初となる「Star 20」トラックの製造を開始しており、1981年には通算50万台を記録している。
1980年後半から1990年代初頭に掛け財政難に陥ったことで会社は清算の危機に晒されており、1991年に企業形態が変わり民営化されたことで、社名を「Zakład Starachowicki STAR SA.」に改名。90年代半ばには経営権が「Sobiesław Zasada Centrum S.A.」社に対し譲渡されており、SUVの製造を専門とする自動車会社を設立し、その後、トラック部門（Star Trucks Sp. z o.o.）と乗用車部門（Inwest Star S.A.）に分社化が行われている。
1999年末、トラック部門はドイツのMANが筆頭株主になったことで買収され、MANグループとして数年に渡りトラックの製造を行っている。当初は独自開発であったものの、それ以降、MAN製のキャビンやエンジンなどに順次切り替わっている。
2003年8月にトラック部門である「MAN Star Trucks Sp. z o.o.」は、バス部門の子会社であった「MAN Bus Poland Sp. z o.o.」との統合を行い「MAN Star Trucks & Busses Sp. z o.o.」へと社名の変更を行い、本社機能と工場をポズナン近郊のサディに移転。サディ工場では主にライオンズ・シティバスの製造を行っている。
年を追うごとにトラックの製造台数は減り続け、年間数百台規模にまで縮小している。このことから2004年にトラック部門はオーストリアのシュタイア・ダイムラー・プフのMAN工場（MANトラックはオーストリア国内ではシュタイアーブランドとして販売される）と合併し、少数モデルである軍用車両の製造を行っている。
2006年にトラックの製造は完全に中止され、今日MANグループ企業として、バスのシャーシとバスやトラック向け部品の製造を行っている。
2009年「MAN Star Trucks & Buses」は社名からスターを削除し「MAN Bus Sp. z o.o.」へ社名を変更。スターブランドは終焉を迎えることとなった。

## 画像

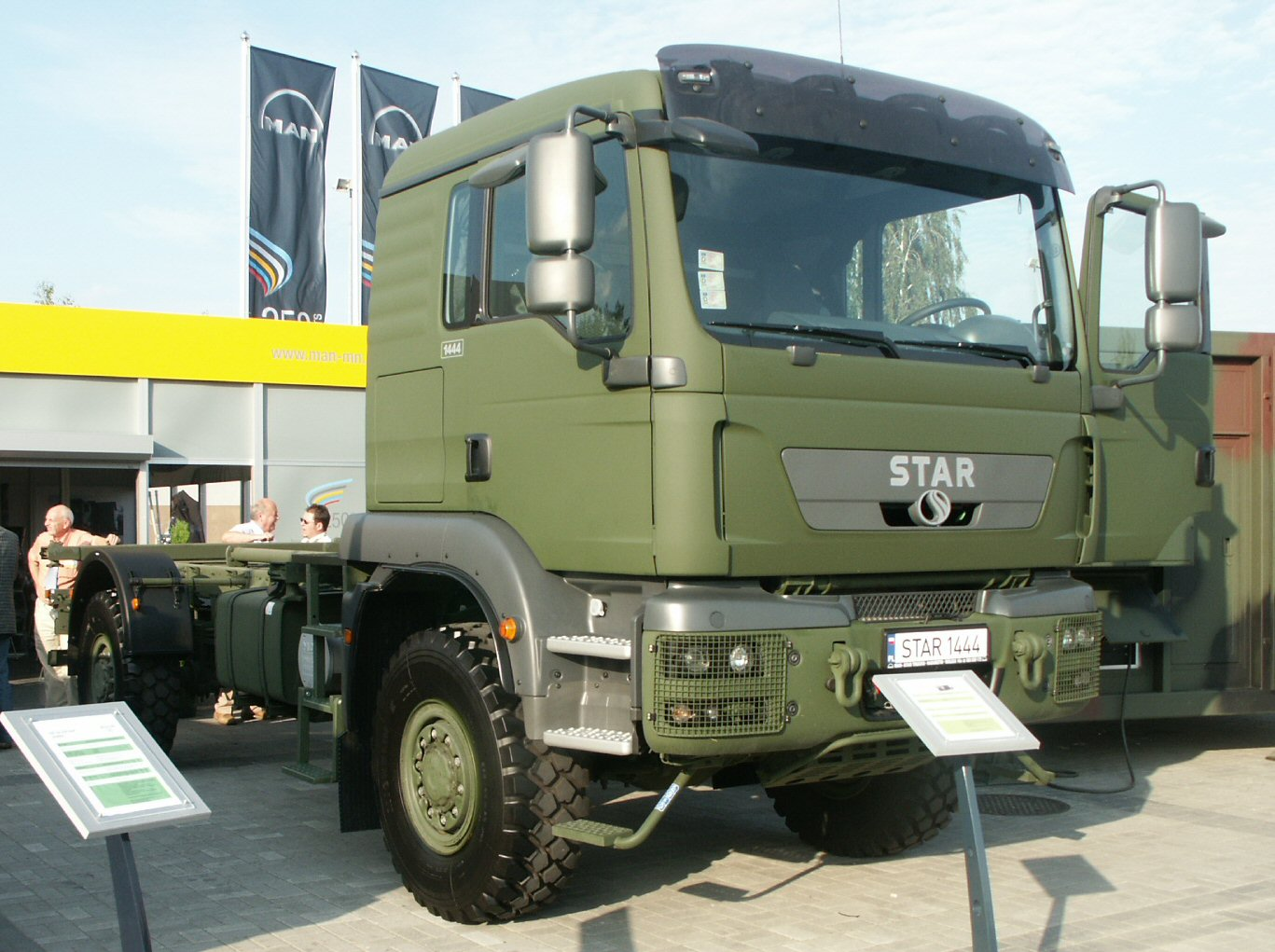
Star 1444
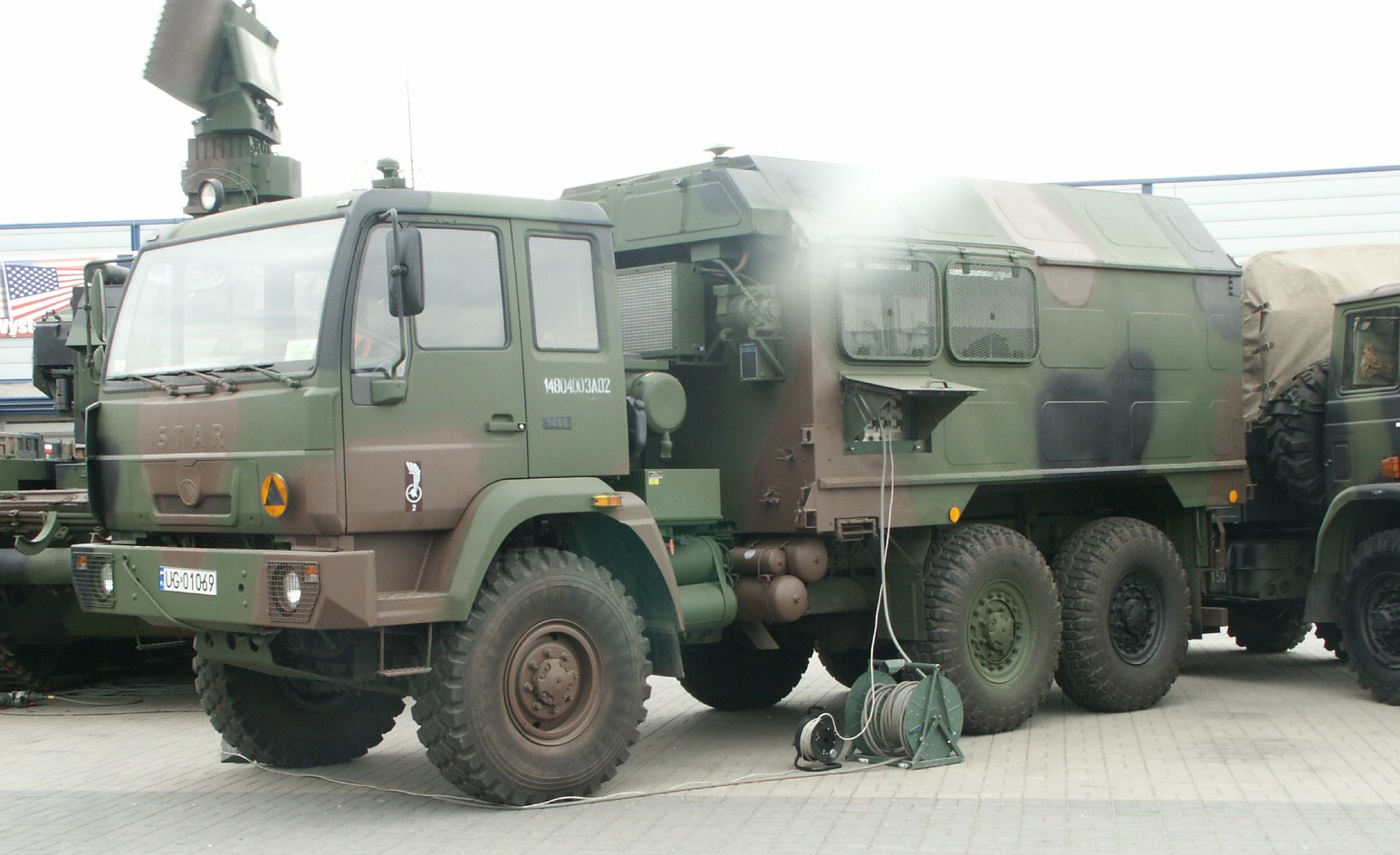
Star 1166
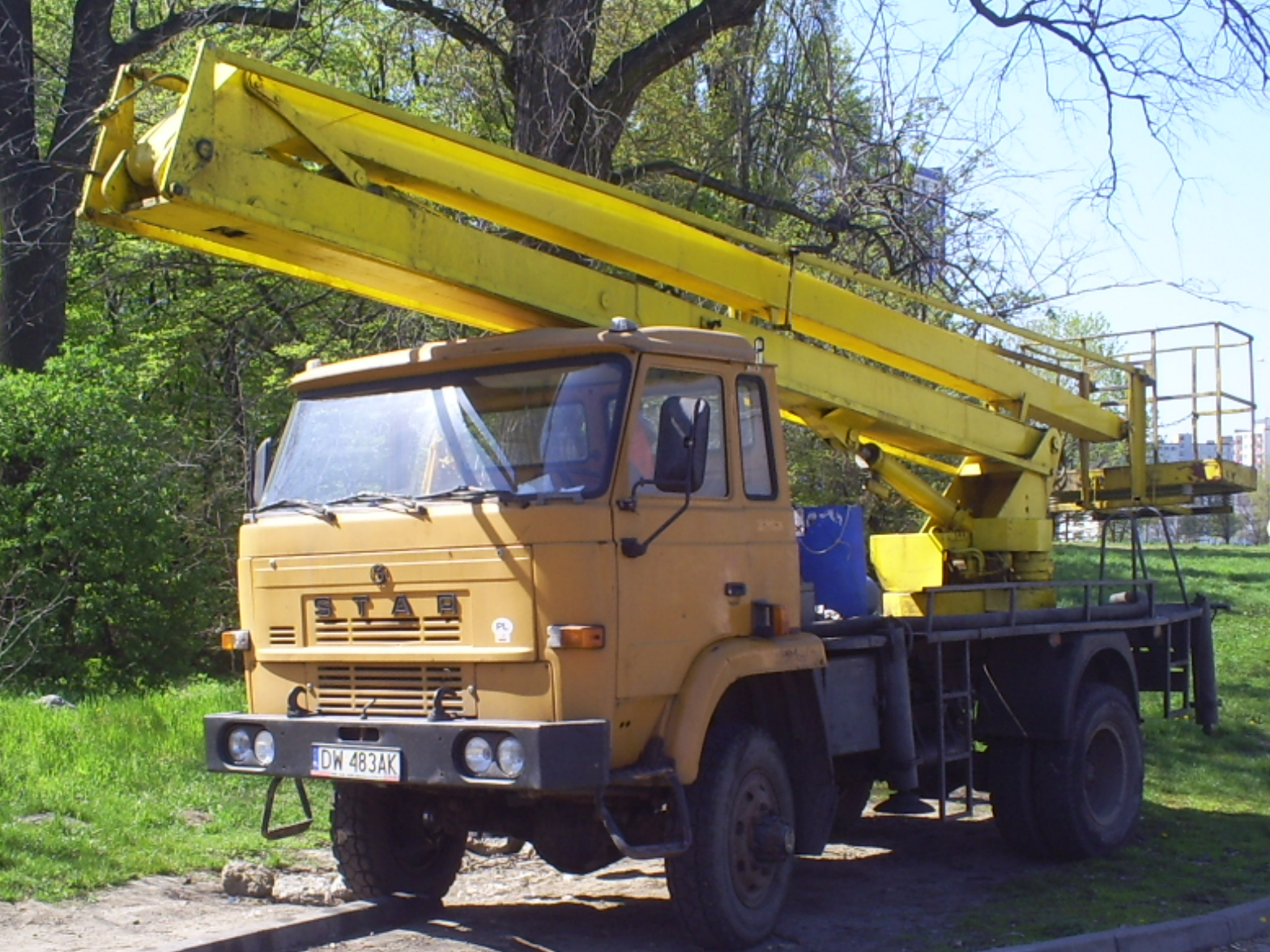
Star 244 (4X4)
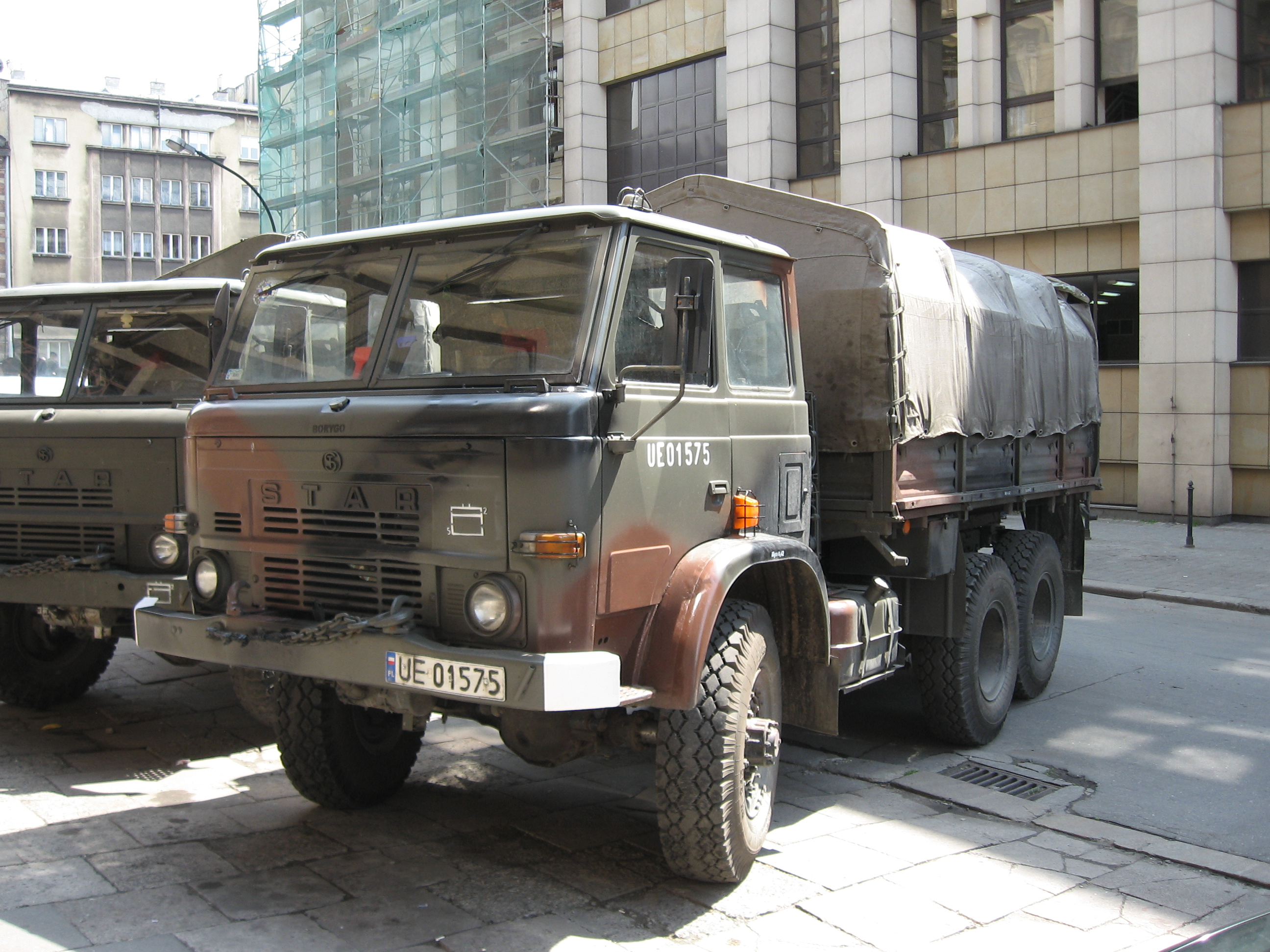
Star 266 (6X6)
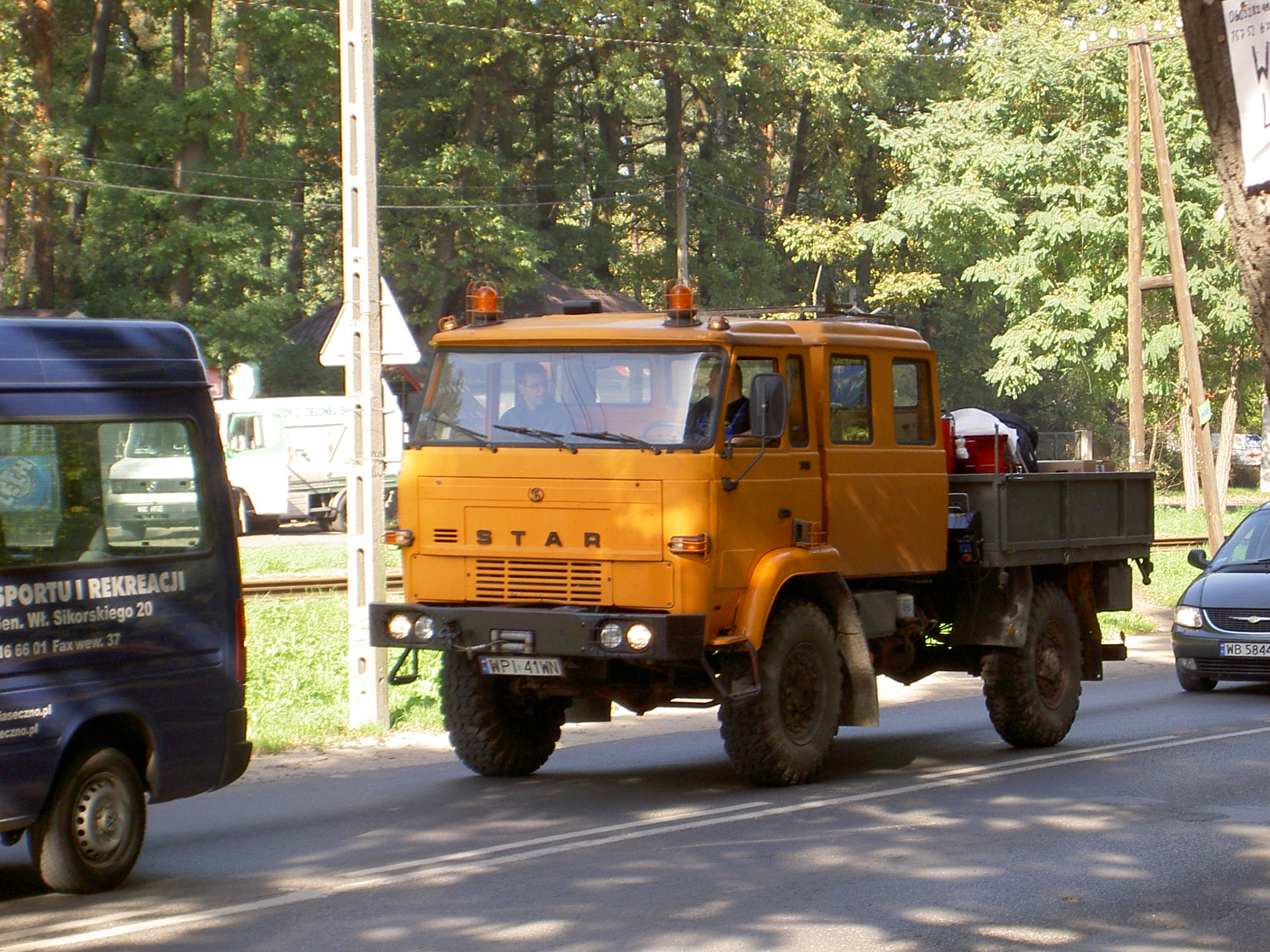
Star 744
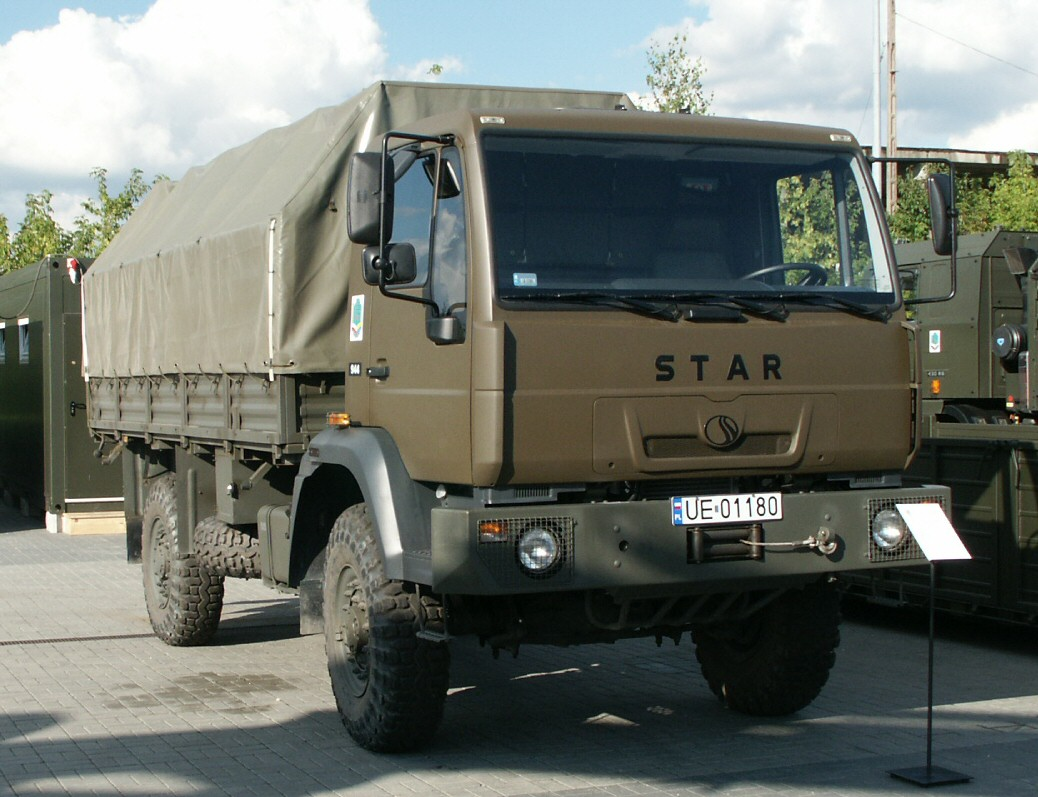
Star 944
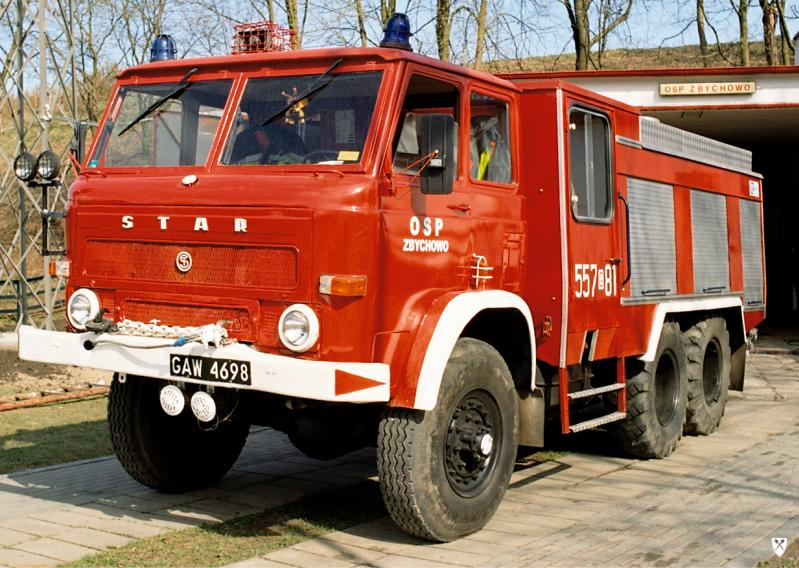
Star 266 消防車
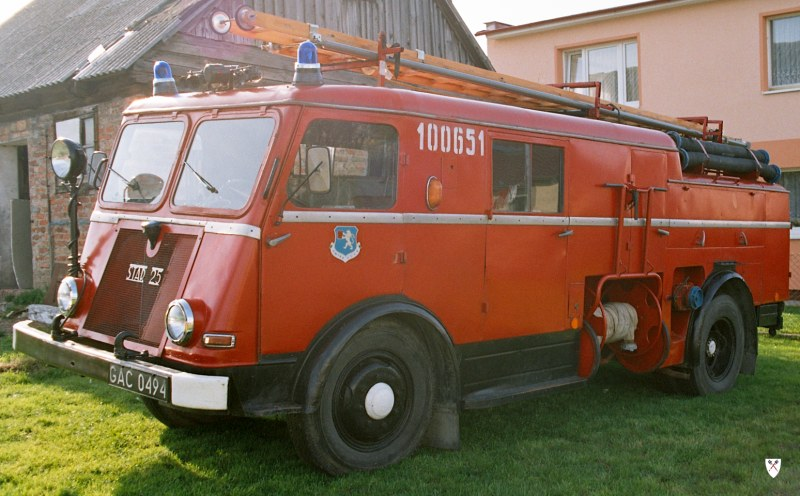
1971年式 Star 25 消防車
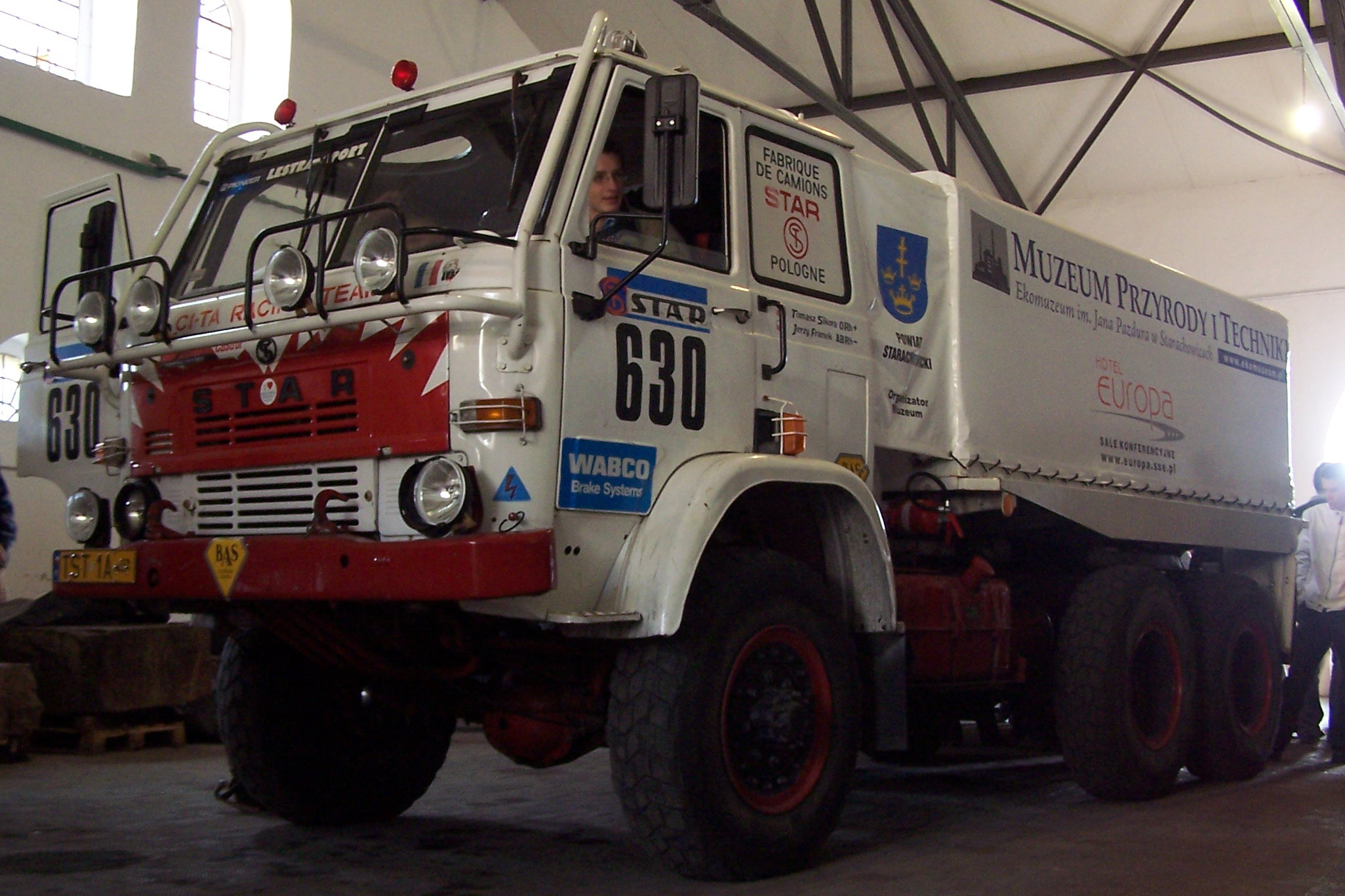
ダカール・ラリー競技車両 Star 266
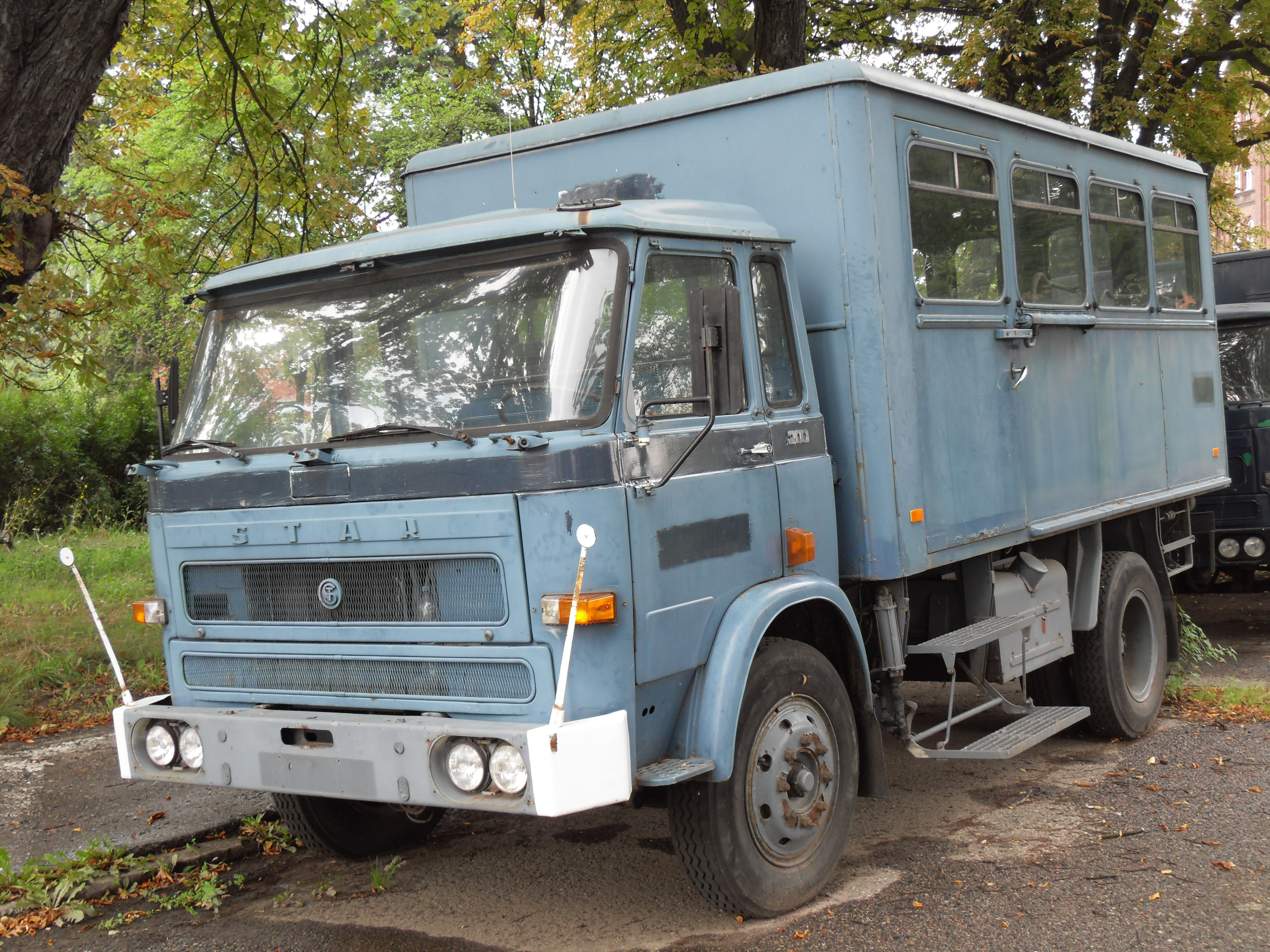
Star 200 トラックバス。ポーランド人民憲兵隊の輸送に使用された。
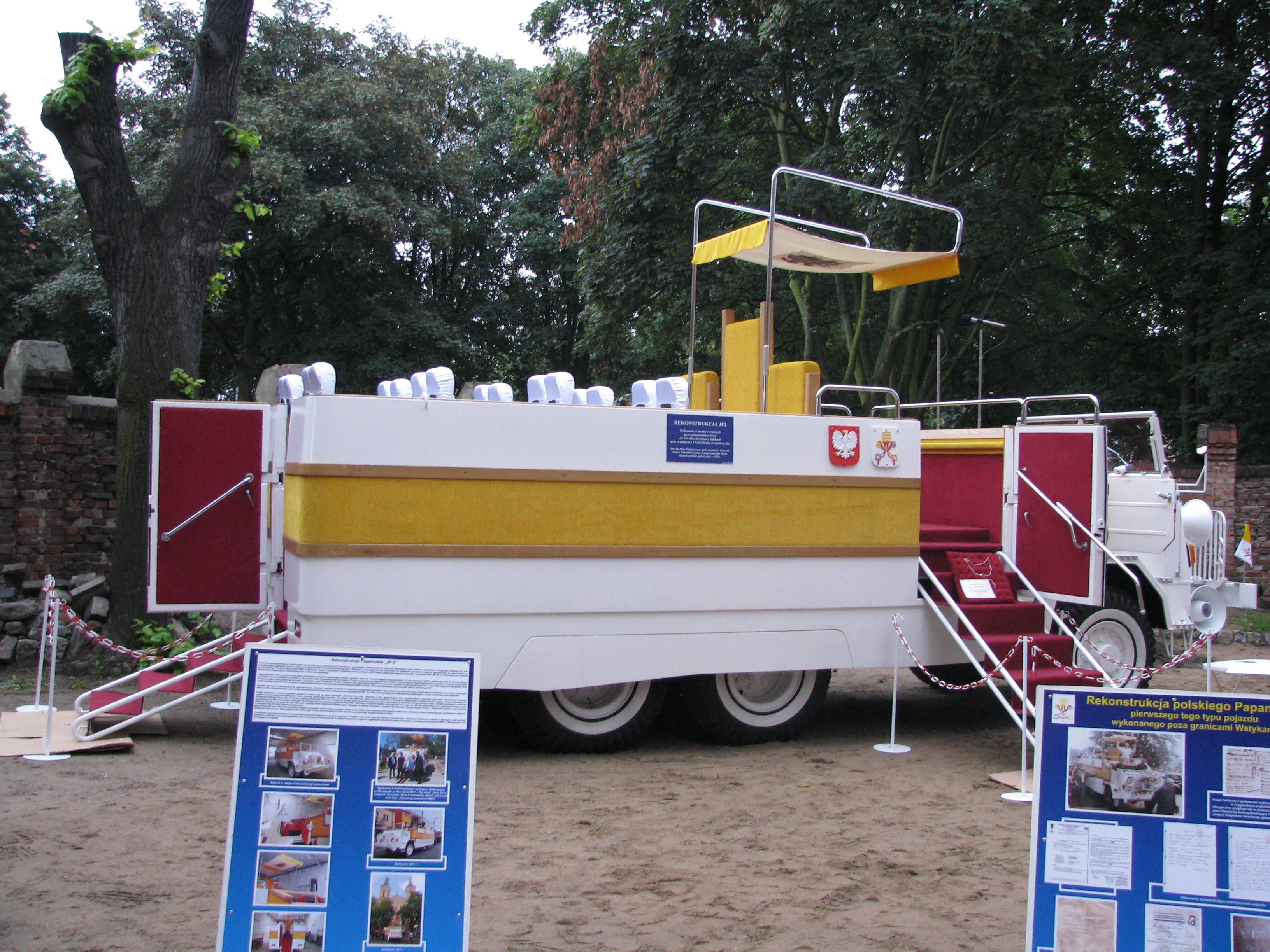
Star 660 パパモビル仕様車
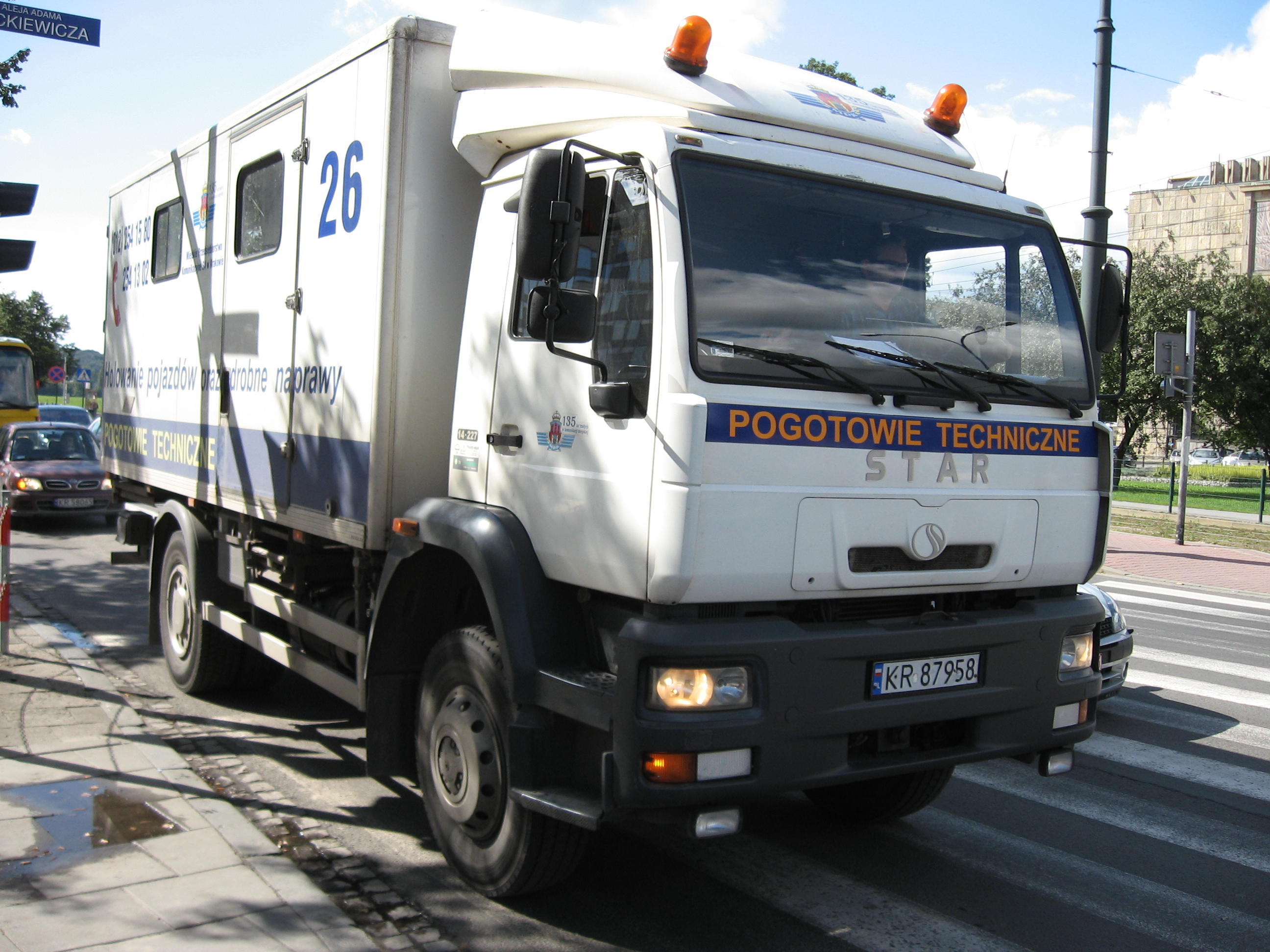
Star S2000